# Route nationale 84 (Suède)
Pour les articles homonymes, voir Route nationale 84.
La route nationale 84 (en suédois : Riksväg 84) est une route nationale entre Hudiksvall et Tänndalen en Suède,.

## Présentation
La route nationale 84 traverse le comté de Gävleborg et le comté de Jämtland.
La route bifurque de la route européenne 4 à Hudiksvall et se dirige vers l'est via Delsbo et Ljusdal, où elle croise la route nationale 83, Kårböle (sv), Älvros (sv), Sveg (le tronçon entre Älvros et Sveg est commun avec la route européenne 45), Härjedalen, Linsell, l'aérodrome d'Hetlanda, Hede, Tännäs et Funäsdalen jusqu'à la frontière entre la Suède et la Norvège.
Du côté norvégien, la route est prolongée par la Fylkesvei 31 qui mène à Røros.
La route nationale 84 est longue de 332 kilomètres

## Tracé
| Km     | Lieu           | Carte interactive |
| ------ | -------------- | ----------------- |
| 0 km   | Hudiksvall     |                   |
| 7 km   | Sörforsa       |                   |
|        | Näsviken       |                   |
| 30 km  | Delsbo         |                   |
|        | Hybo           |                   |
| 59 km  | Ljusdal        |                   |
| 73 km  | Färila         |                   |
|        | Kårböle (sv)   |                   |
| 168 km | Sveg           |                   |
|        | Linsell (sv)   |                   |
|        | Hedeviken (sv) |                   |
| 242 km | Hede           |                   |
|        | Långå (sv)     |                   |
| 304 km | Funäsdalen     |                   |
| 332 km | Tänndalen (sv) |                   |

## Galerie

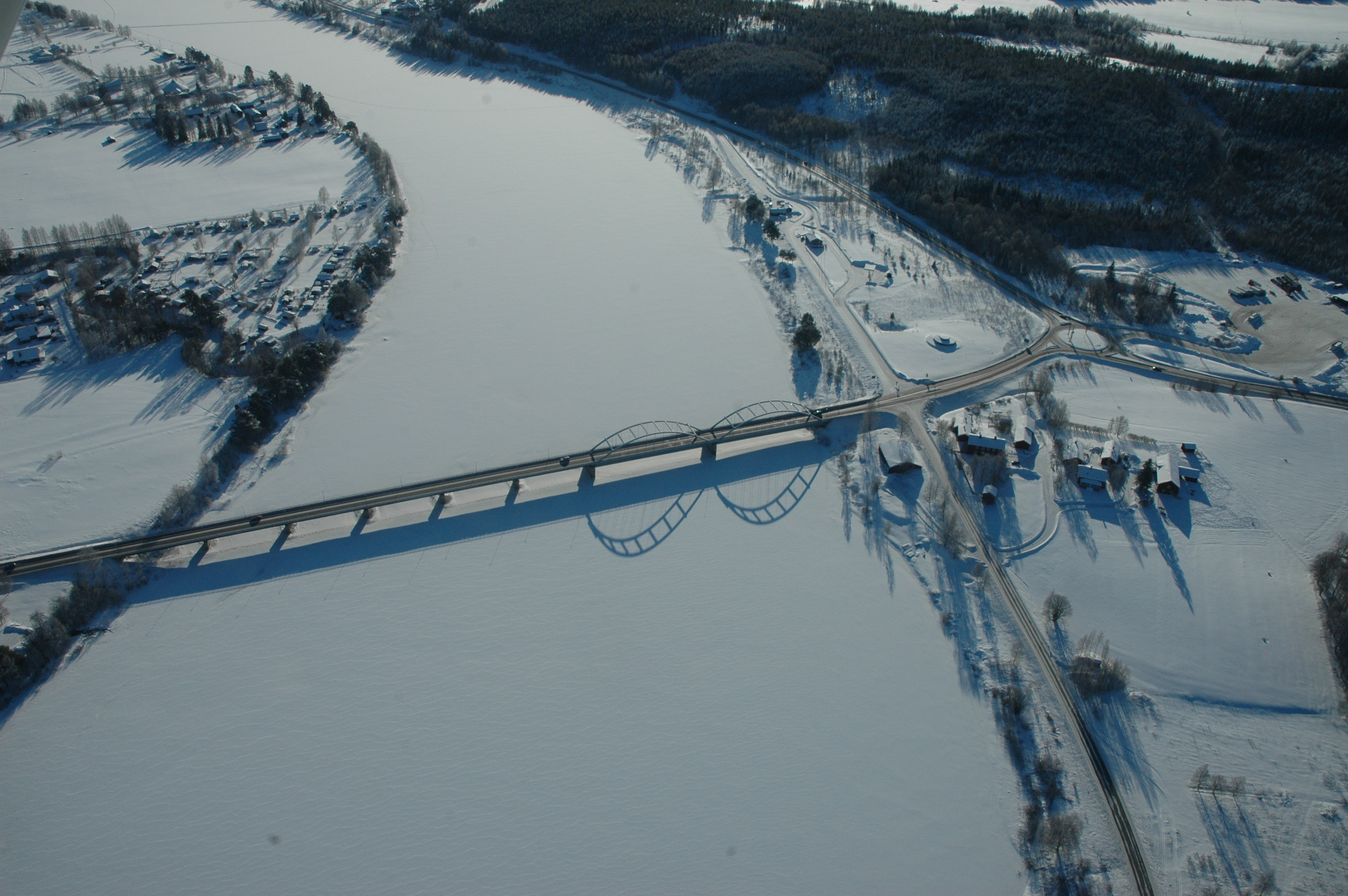
La route à Ljusdal.
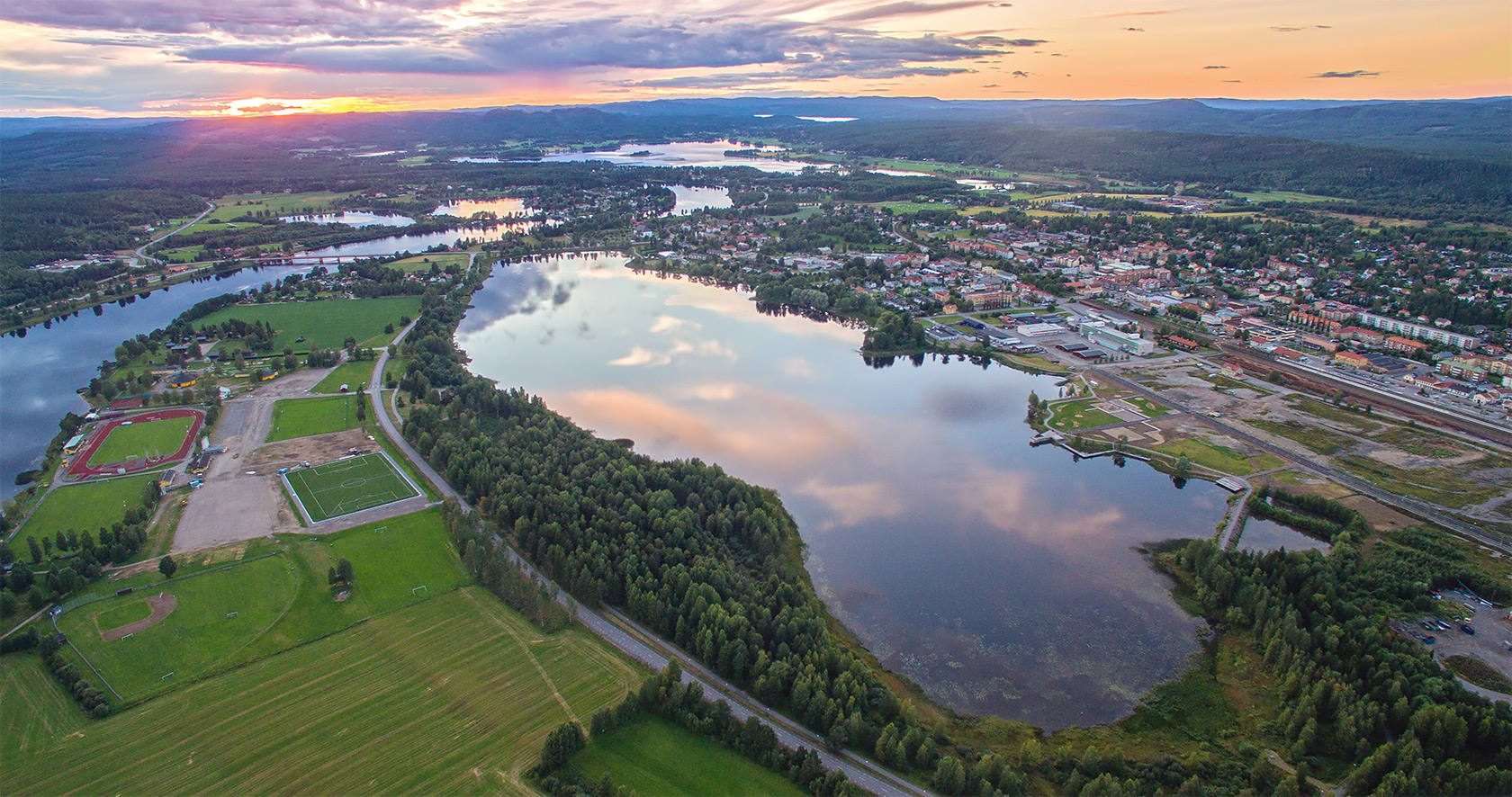
Vue d'ensemble de Ljusdal et Kyrksjön. La route nationale 84 longe la rive nord du lac.
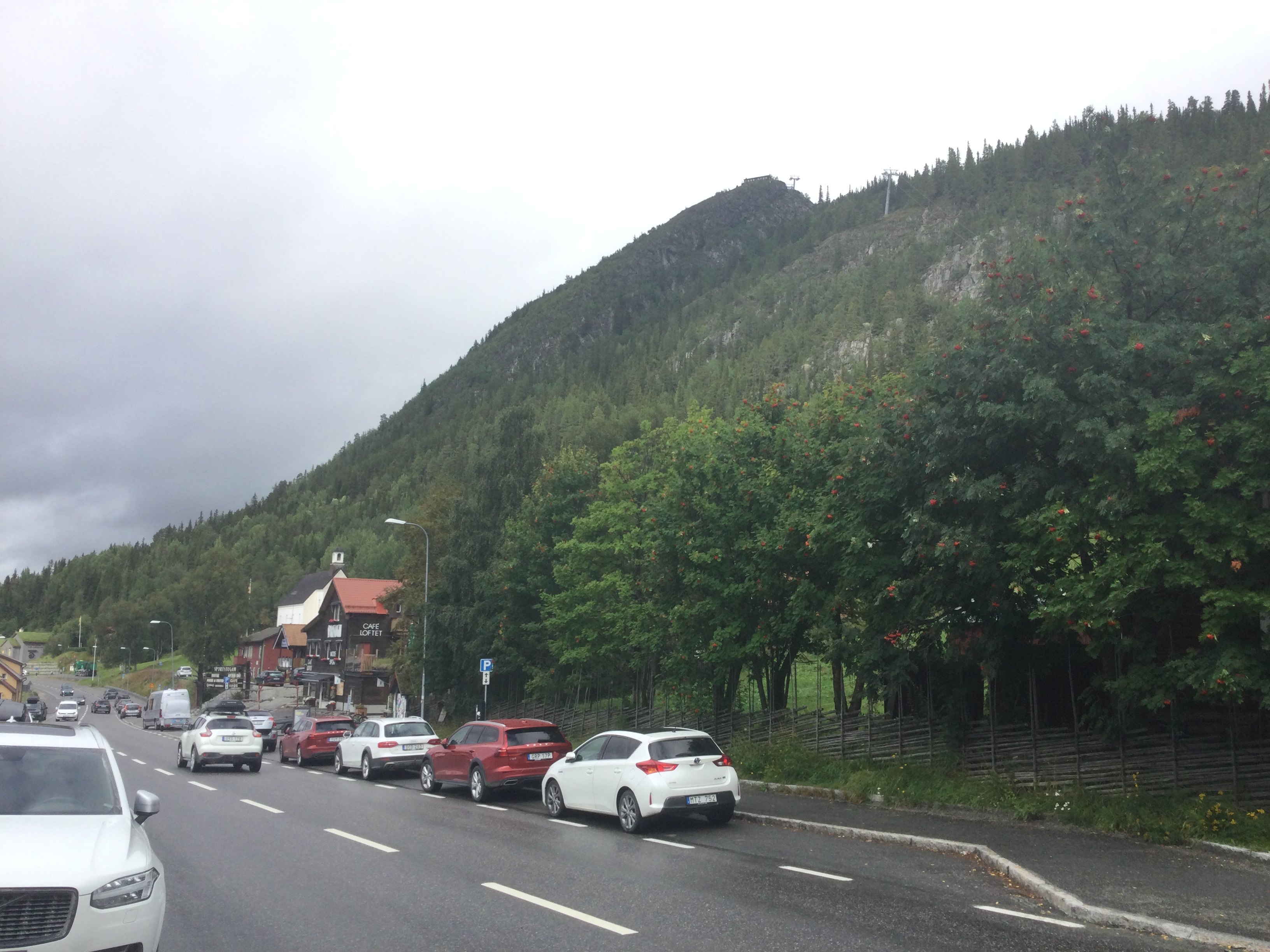
La route à Funäsdalen.